# Lijst van afleveringen van Lost (seizoen 3)
Deze lijst geeft een overzicht van de verschillende afleveringen van het derde seizoen van de Amerikaanse televisieserie Lost.
Bij het begin van het seizoen worden Sawyer, Kate en Jack apart opgesloten door de "Others". De echte naam van Henry Gale blijkt Benjamin Linus (Ben) te zijn. Sawyer komt erachter dat ontsnappen bijna onmogelijk is, omdat ze zich op een ander eiland bevinden. Jack zit ergens anders op het eiland in het zo geheten Hydra-station opgesloten. Hij krijgt de opdracht een kankergezwel bij Benjamin Linus te verwijderen, dat hij eerder al had ontdekt.
De "Others" blijken eigenlijk geen primitievelingen te zijn, maar een ontwikkelde, geciviliseerde gemeenschap onder leiding van Ben.
Verder bij de rest van de overlevenden krijgt Charlie het zwaar. Desmond krijgt beelden uit de toekomst waar Charlie telkens sterft, elke keer probeert Desmond dan ook dit te voorkomen. In de laatste aflevering wordt in flashforwards de toekomst van Jack en Kate getoond. Daaruit blijkt dat zij het eiland in elk geval levend zullen verlaten.

## Overzicht
| Nr. | Titel                              | Flashback            | Regisseur        | Schrijver(s)                         | Uitzenddatum     |  |
| --- | ---------------------------------- | -------------------- | ---------------- | ------------------------------------ | ---------------- |  |
| 3-01 (50) | Tale Of Two Cities                 | Jack                 | Jack Bender      | J.J. Abrams & Damon Lindelof         | 4 oktober 2006   |  |
| Een nieuw personage, Juliet, is verwikkeld in een discussie met haar boekenclub. Dan begint de grond hevig te schudden. Juliet loopt naar buiten, waar Ben (eerder bekend onder de naam "Henry Gale") samen met haar kijkt hoe Oceanic-vlucht 815 in de lucht in tweeën breekt en neerstort. Ben geeft Goodwin en Ethan de opdracht zich undercover onder de overlevenden te mengen. De camera zoomt uit, waarna blijkt dat dit alles zich heeft afgespeeld in een klein stadje op het eiland, waar de Anderen wonen. De overlevenden van het neergestorte vliegtuig ontwaken voor het eerst nadat ze gevangen waren genomen door de Anderen. Kate ontwaakt in een kamer die op slot zit. Ze wordt gedwongen een jurk aan te doen, waarna ze samen met Ben gaat eten bij zee. Ben zegt haar dat de komende twee weken heel wat minder plezierig zullen worden. Sawyer zit vast in een dierenhok vlak bij het Hydra-station, onderdeel van Het Dharma-initiatief. Een jongen genaamd Karl zit vast naast hem. Hij breekt zijn eigen hok en dat van Sawyer open zodat ze samen kunnen ontsnappen. Beiden worden ze gepakt, waarna Karl elders wordt ondergebracht. Kate wordt nu in het hok van Karl vastgezet. Jack wordt gevangen gehouden in een kamer in het Hydra-station. Daar wordt hij bezocht door Juliet, die met hem praat en hem eten brengt. Jack weet haar te overmeesteren en ontsnapt uit de kamer. Dan begint het gebouw vol met water te stromen. Juliet slaat Jack buiten westen. Als hij weer bijkomt heeft Juliet een aantal documenten bij zich met alle persoonsgegevens van Jack. Ze vraagt hem hoe het gaat met Sarah, Jacks ex-vrouw. In de flashbacks is te zien hoe Jack maar moeilijk met de scheiding met zijn ex-vrouw Sarah om gaat. Hij grijpt regelmatig naar alcohol en gaat daarom naar de Anonieme Alcoholisten. |                                    |                      |                  |                                      |                  |  |
| 3-02 (51) | The Glass Ballerina                | Jin & Sun            | Paul Edwards     | Jeff Pinkner & Drew Goddard          | 11 oktober 2006  |  |
| Jin, Sun en Sayid zitten nog steeds op de boot. Hun zwarte rookkolom die ze gebruiken als signaal om Jack, Kate, Sawyer, Hurley en Michael naar het strand te leiden is er nog. Maar waar zijn ze? Sayid besluit om een nieuwe rookkolom te maken, maar hij vertelt eerst niet wat de echte reden is om dat te doen. Sun komt erachter dat Sayid er zeker van is dat hun vrienden gevangen zijn genomen, en dat hij de nieuwe rookkolom maakt om de Anderen naar hen toe te lokken. Jin is niet bepaald opgetogen over dit plan; hij wil dat zijn zwangere vrouw in veiligheid blijft. Intussen worden Sawyer en Kate in het Hydra-kamp aan het werk gezet. Ze moeten stenen uitkappen en ze wegdragen, maar ze weten niet waarom. Sawyer bouwt een vijandelijke relatie op met Pickett, de man die toezicht houdt. Diens geduld wordt al zwaar op de proef gesteld wanneer Sawyer in het midden van het werk plots op Kate afgaat en haar begint te zoenen. Kate heeft ook een geheime ontmoeting met Alex, die haar vraagt of ze haar vriend Karl heeft gezien. Alex gaat al even snel als ze gekomen is. Wanneer Sawyer en Kate aan het einde van de dag weer in hun kooi worden gestopt, wordt duidelijk dat er camera's op hen gericht staan. Ben slaat hen gade vanachter de schermen, om te zien en horen wat er gebeurt in afwezigheid van bewaking. Intussen heeft een klein legertje Anderen de rookkolom en de boot bereikt, zonder opgemerkt te worden door Sayid of Jin, die met wapens op uitkijk staan. Het plan van de Anderen was de boot ongezien te stelen, maar ze wisten niet dat Sun aan boord zou zijn. Colleen ontdekt haar, en Sun schiet haar neer. Ze ontsnapt op het nippertje aan pistoolschoten van Tom, die samen met andere Anderen met de boot wegvaart. Sayid verontschuldigt zich nadien voor het gevaar waar hij Sun en Jin in heeft doen belanden, en ze vertrekken te voet naar hun kamp. Ben stelt zich aan Jack voor. Na een korte discussie belooft Ben hem naar huis te laten gaan als hij doet wat er van hem zal worden gevraagd. Flashbacks tonen fragmenten uit Jin en Suns turbulente verleden. We komen erachter dat Sun seks heeft gehad met Jae, haar vriend en Engelse mentor. Haar vader ontdekt dit, en laat Jin hem uit de weg ruimen. Deze denkt echter dat de man gewoon iets gestolen heeft van Suns vader. Zonder het zelf te weten bedreigt hij de minnaar van zijn vrouw, waarna deze zelfmoord pleegt. |                                    |                      |                  |                                      |                  |  |
| 3-03 (52) | Further Instructions               | Locke                | Stephen Williams | Carlton Cuse & Elizabeth Sarnoff     | 18 oktober 2006  |  |
| Locke opent zijn ogen. Hij ligt in de jungle, na de vreselijke detonatie van het Dharma-station 'de Zwaan'. Hij kijkt rond zich en ziet Desmond voorbijkomen - naakt. De stok van Mr. Eko valt uit een boom op zijn hoofd, en hij ontdekt dat hij zijn stem kwijt is. Hij gaat naar het kamp en bouwt er een zweethut, waarna hij Charlie inschakelt als bewaker en hem duidelijk maakt dat hij niet mag binnenkomen. In de zweethut drogeert Locke zichzelf, en in een visioen wordt hij begeleid door Boone. Boone vertelt hem dat hij Mr. Eko moet redden, want die verkeert in groot gevaar. Locke vindt zijn stem terug en trekt met Charlie door de jungle om Eko te gaan redden. Onderweg komen ze langs de overblijfselen van het luik, dat blijkbaar geïmplodeerd is. Ze komen erachter dat een ijsbeer Eko heeft meegenomen, en ze gaan op zoek naar diens verblijfplaats. Ook komen ze Hurley tegen, die is teruggekeerd om hen te vertellen dat de Anderen Jack, Kate en Sawyer hebben gevangengenomen en dat ze beter niets kunnen proberen om hen te redden. Terwijl Hurley verder naar het strand trekt, vervolgen Locke en Charlie hun reddingsmissie. Hurley komt Desmond tegen, die niet wil vertellen wat er precies met hem gebeurd is. Hij vertelt dat hij naakt is wakker geworden in de jungle nadat hij de veiligheidssleutel had omgedraaid in 'de Zwaan' en zo een elektromagnetische puls had veroorzaakt. Hij zegt ook dat Locke van plan is om Jack, Kate en Sawyer te gaan redden, maar dat verbaast Hurley. Locke had daar immers nog niets van gezegd; hij wilde gewoon Eko redden. Desmond maakt een vreemde, verdachte indruk en zegt dat hij gewoon nog wat in de war is. Locke ontdekt de grot van de ijsbeer, en gaat zonder Charlie naar binnen. Hij vindt Eko, en na een kort gevecht met de beer weet hij hem de grot uit te trekken. Eko is ernstig gewond en moet dringend verzorgd worden, dus Locke en Charlie ondersteunen hem en gaan onmiddellijk richting kamp. In het kamp aangekomen houdt Locke een speech. Hij zegt dat ze - zodra Eko beter is - een plan zullen verzinnen om Jack, Kate en Sawyer te hulp te snellen. Bij Hurley gaat er een belletje rinkelen. Hoe wist Desmond op voorhand dat Locke dit van plan was? Het lijkt wel of Desmond in de toekomst had gekeken. Flashbacks tonen Lockes korte tijd in Eureka, waar hij vreedzaam met andere mensen in een plantage werkte. Uiteindelijk wordt duidelijk dat er drugs worden geproduceerd, en dat hun kamp geïnfiltreerd is door een undercoveragent. Dat is de schuld van Locke, die echter geen idee had dat het een agent was. Hij biedt aan om de agent te vermoorden, omdat die nog niet weet dat ze achter zijn geheime identiteit zijn gekomen. Maar Locke krijgt op het moment van de waarheid zijn moed niet bij elkaar geschraapt vanwege de vriendschapsband die hij met de jongen had opgebouwd. Hij laat hem lopen, wat uiteindelijk resulteerde in de ondergang van de plantage. Locke raakte echter weg, want de agent verraadde hem niet. |                                    |                      |                  |                                      |                  |  |
| 3-04 (53) | Every Man For Himself              | Sawyer               | Stephen Williams | Edward Kitsis & Adam Horowitz        | 25 oktober 2006  |  |
| Desmond biedt Claire aan om haar tent voor één dag te verlaten, zodat hij aanpassingen kan maken aan het dak. Claire en Charlie zien niet in waarom, dus ze slaan het aanbod af. Desmond begint vervolgens aan een vreemde constructie: hij maakt een houten paal vlak bij Claires tent met een elektrisch geladen golfstok erop. Even later begint het te stormen, en de bliksem slaat op de golfstok in. Als de constructie er niet was geweest, was de bliksem waarschijnlijk in de tent van Claire geslagen. Charlie, op dat moment bij Claire en Aaron in de tent, kijkt Desmond verbaasd aan. Wat is er aan de hand? In het Hydra-kamp worden Sawyer en Kate bijna weer aan het werk gezet, totdat het groepje Anderen - die de boot van Sayid, Jin en Sun zijn gaan stelen - binnenkomt met een zwaargewonde Colleen. Pickett, die duidelijk een relatie heeft met de vrouw, gaat het groepje ongerust achterna, naar de operatiekamer. Sawyer maakt van de verwarring gebruik een goed plan uit te dokteren om te ontsnappen, maar Ben heeft het dankzij de geheime camerabewaking gehoord en het plan mislukt. Sawyer wordt in een donkere kamer gesmeten, waar hij even later wakker wordt. Ben vertelt hem dat ze een pacemaker in zijn lichaam hebben geplaatst, en zodra zijn hartritme een te hoog punt bereikt zal zijn hart ontploffen. Dit is om te beletten dat Sawyer nog eens gaat proberen te ontsnappen. Intussen roept Juliet de hulp van Jack in bij het verzorgen van de dodelijk gewonde Colleen. Vlak voor hij de operatiekamer binnengaat merkt hij enkele röntgenfoto's op van een man met een dodelijke tumor aan zijn ruggengraat. Jack slaagt er niet in om Colleen te redden. Uit verdriet en frustratie gaat Pickett naar Sawyer toe en slaat hem in elkaar. Sawyer, bang dat zijn hartritme te hoog gaat worden, durft niets doen en wordt licht beschermd door Kate, die uitroept dat ze van Sawyer houdt. Sawyer wordt weer in zijn kooi gestopt, gewond maar levend. Intussen zit Jack naast het dode lichaam van Colleen. Juliet komt binnen, en na een korte dialoog vraagt Jack waarom hij ontvoerd is. Hij verwijst naar de scans met de ruggengraattumor, en hij weet dat de Anderen weten dat hij een dokter is die gespecialiseerd is in het verzorgen van ruggengraten. Vervolgens stelt Jack een duidelijkere vraag: "Wie moet ik redden?" Het antwoord op die vraag wordt hem en het publiek voorlopig onthouden. Ben haalt Sawyer uit zijn kooi en nodigt hem uit voor een wandeling. Ben verklaart dat het verhaal van de pacemaker niet echt is, dat het bedoeld was om hem in angst te houden. Het maakt ook niets uit, want vervolgens komt Sawyer erachter dat er geen ontsnapping mogelijk is. Het Hydra-kamp is gevestigd op een klein eiland, vrij ver van het hoofdeiland waar Vlucht 815 gecrasht is. Na deze openbaring keren ze terug naar de kooien, met een ontmoedigde en vermoeide Sawyer. Flashbacks tonen Sawyers tijd in de gevangenis, waar hij in beland is door toedoen van Cassidy (voor meer informatie over het Sawyer/Cassidy-verhaal, zie 'The Long Con' (seizoen 2, aflevering 13)). Hij komt er ook achter dat hij een dochter heeft. Door een medegevangene op te lichten weet Sawyer zich vrij te kopen, en laat hij een bankrekening openen voor zijn dochter. Hoewel hij gezegd heeft dat hij niets meer van haar wilde weten, schenkt hij haar geld, maar zodanig dat zij of Cassidy er nooit kunnen achter komen van wie dit komt. |                                    |                      |                  |                                      |                  |  |
| 3-05 (54) | The Cost Of Living                 | Mr. Eko              | Jack Bender      | Alison Schapker & Monica Owusu-Breen | 1 november 2006  |  |
| De nog steeds gewonde Mr. Eko krijgt onverwachts bezoek in zijn tent: zijn broer Yemi. Yemi vertelt hem dat het tijd is voor Eko om een bekentenis af te leggen, om "beoordeeld" te worden. Hiervoor zal Eko op eigen kracht naar het dode lichaam van zijn broer moeten gaan. Hij weet weg te komen, maar het duurt niet lang voor Charlie en Locke doorhebben dat Eko verdwenen is. In het Hydra-kamp gaat Jack een psychologische confrontatie aan met Ben, door hem te vertellen dat hij zijn scans van de dodelijke tumor gezien heeft. Ben zegt dat hij niet weet waar hij het over heeft. Maar nadien - tijdens de begrafenis van Colleen - horen we hem aan Juliet vragen hoe het komt dat Jack zijn röntgenfoto's heeft gezien. Niet veel later geeft Ben toe dat Jack het bij het juiste eind had. Hij zegt ook dat ze eigenlijk een heel plan hadden om Jack aan hun kant te krijgen, zodat hij de operatie zou uitvoeren als hun vriend en niet als hun gevangene. Nu dat plan mislukt is vraagt Ben aan Jack een operatie te overwegen. Een verleidelijk aanbod, omdat Ben hem eerder al had beloofd dat ze hem naar huis zouden laten gaan als hij zou doen wat er van hem zou worden gevraagd. Een tijdje later wordt het mysterie nog groter, wanneer Juliet heimelijk aan Jack vraagt om Ben te laten sterven op de operatietafel. Ze zegt dat velen graag verandering willen in de manier waarop ze worden geleid, en dat kan alleen door Ben - hun leider - uit te schakelen. Jack wordt verdwaasd achter gelaten in zijn cel. Wat moet hij doen, en wat is er toch allemaal aan de hand met de Anderen? Intussen dwaalt Eko rond in de jungle. Hij is nog steeds niet genezen, en daarom verloopt zijn reis naar zijn broer moeizaam. Er loert ook gevaar, in de vorm van het rookmonster. Na een visioen van mensen uit zijn verleden, en na beslopen te zijn geweest door het vervaarlijke rookmonster, komt hij Locke, Desmond, Sayid, Nikki en Paulo tegen. Hun wegen leiden immers allemaal naar het Nigeriaanse vliegtuigje. Eko moet ernaartoe omdat zijn broer daar ligt, en de anderen moeten daar zijn om het Dharma-station 'de Parel' te betreden. Ze hopen dat ze daar een aanwijzing zullen vinden die hen kan helpen in de toekomstige missie om Jack, Kate en Sawyer te redden van de Anderen. Eko staat er voor een raadsel: het lichaam van zijn broer is verdwenen. Hij besluit om er te wachten, tot hij een nieuwe aanwijzing krijgt. In 'de Parel' prutst Sayid met de bedrading, in de hoop dat ze een signaal op de tv-monitoren te zien zullen krijgen. Iedereen houdt de adem in wanneer er plots een man met een ooglapje verschijnt. Deze man kijkt even in de camera en schakelt die vervolgens uit. Iedereen staat perplex. Wie was dat? Boven verschijnt Yemi weer. Eko volgt hem, en in een bloemenveld kan hij eindelijk de bekentenis afleggen die Yemi van hem verwacht. Maar Eko vraagt niet om vergiffenis voor zijn daden, omdat hij slechts heeft gedaan wat hij moest om te overleven (kijk naar de flashbacks, om te weten wat hij hiermee bedoelt). Yemi is zwaar teleurgesteld, en zegt dan iets wat Eko doet verstijven: "Je praat tegen me alsof ik je broer ben." Eko wordt kwaad als Yemi - of wie of wat hij ook is - weg wandelt. Hij volgt hem naar de jungle, maar Eko vindt iets anders dan zijn broer: het rookmonster. Het wezen grijpt hem vast en smakt hem tegen de bomen en op de grond, laat hem los en vliegt weg. Locke en de anderen vinden hem. Net voor hij sterft zegt hij nog iets tegen Locke. Wanneer Sayid vraagt aan Locke wat Eko nog heeft gezegd, antwoordt Locke: "Hij zei dat wij de volgende zijn." Flashbacks tonen Eko, vlak na de dood van zijn broer en het vertrek van het Nigeriaanse vliegtuigje. Hij besluit de taak van priester op zich te nemen. Zo komt hij erachter dat Yemi een deal had met enkele gangsters, om 80% van de binnenkomende medicijnen aan hen te geven. Eko kan al snel de druk niet aan, en wil de volgende levering verkopen om naar het buitenland te vluchten. Maar dat is zonder de gangsters gerekend: ze zijn erachter gekomen wat Eko wil doen en bezoeken hem in het kerkje. Ze willen zijn handen eraf hakken, maar dan toont Eko zijn ware aard. Hij breekt los en doodt de drie mannen, midden in het oude kerkje van zijn overleden broer. Nadien wordt de kerk gesloten, omdat ze "niet langer heilig" is. Niemand dankt Eko, omdat hij de situatie waarschijnlijk heeft verslechterd door de gangsters te doden. Een vrouw vertelt hem dat hij Yemi een kerk schuldig is. Dit verklaart zijn idee van het tweede seizoen, waarin hij aan het bouwen van een houten kerkje aan het strand begon. |                                    |                      |                  |                                      |                  |  |
| 3-06 (55) | I do                               | Kate                 | Tucker Gates     | Damon Lindelof & Carlton Cuse        | 8 november 2006  |  |
| Jack krijgt Bens röntgenfoto's te zien. Hij weigert de operatie uit te voeren, vanwege de vijandelijkheid tussen hem en de Anderen, en ook vanwege het heimelijke aanbod van Juliet om Ben op de operatietafel te laten sterven. Intussen krijgen Sawyer, Kate en de Anderen op het werkveld onverwachts bezoek: Alex. Ze vraagt hysterisch aan Pickett waar haar vriend Karl is. Niemand wil antwoorden, en Alex wordt weggedragen. Net voor ze weg is brult ze tegen Kate: "Wat ze ook zeggen, geloof hen niet. Ze gaan je vriendje vermoorden, net zoals ze die van mij hebben vermoord!" Nadien bevestigt Juliet dit verhaal aan haar. Ze zegt dat Pickett inderdaad van plan is om Sawyer te vermoorden, maar als Kate Jack kan overhalen om Bens operatie uit te voeren, zal hem niets overkomen. In de jungle, ver daarvandaan, geeft Locke toe aan Sayid dat hij vermoedt dat Eko vermoord is door wat zij het Monster noemen. Hij weet alleen niet waarom, maar hij is er zeker van dat er een reden achter zit. Tijdens Eko's begrafenis in de jungle schijnt een straal zonlicht op Eko's stok. Locke ziet dit, en leest zo een Bijbelpassage die in de stok gekerfd is: "Sla je ogen omhoog en kijk naar het noorden." Locke voelt duidelijk dat dit meer dan toeval is. Is dit een teken? Intussen staan Jack en Kate voor het eerst sinds hun ontvoering tegenover elkaar, met een glazen wand tussen hen in. Kate weet hem echter niet te overtuigen om de operatie uit te voeren, ook niet wanneer ze hem vertelt dat ze Sawyer zullen vermoorden als hij het niet doet. Ben, die alles kan volgen op de tv-monitoren, is zwaar teleurgesteld. Wat moet hij nu doen? 's Nachts weet Kate uit haar kooi te raken en Sawyers deur open te breken. Maar Sawyer zegt dat het niets uitmaakt, omdat ze op een ander eiland zitten. Ontsnapping is onmogelijk. Ten einde raad besluit Kate de nacht bij hem door te brengen, en ze hebben seks. Het is immers hun laatste kans om bij elkaar te zijn. Jack ontdekt dat zijn celdeur open is. Hij sluipt naar buiten en vindt de tv-monitoren. Hij ziet Sawyer en Kate in de kooi, gehuld in een innige omhelzing. Zijn hart breekt. Ben benadert hem, en Jack zegt dat hij de operatie zal uitvoeren. Hij is tot alles bereid, want nu wil hij zeker zo snel mogelijk van het eiland nu hij vanbinnen zoveel ellende kent. Wanneer Jack, Juliet en enkele anderen de volgende dag aan Bens operatie beginnen, sluipen Pickett en een andere Andere naar buiten. Pickett haalt Sawyer ruw uit zijn kooi, terwijl de andere Andere Kate in bedwang houdt. Sawyer staat op het punt geëxecuteerd te worden, tot plots Toms stem door Picketts walkietalkie klinkt. Jack heeft net opzettelijk een belangrijke ader van Ben doorgesneden, en als hij het niet herstelt zal Ben binnen een uur sterven. Jack gebiedt de Anderen om Kate en Sawyer te laten gaan. Zodra hij weet dat ze in veiligheid zijn, zal hij Ben redden. De aflevering eindigt met Jack, die door de walkietalkie naar Kate roept dat ze moeten gaan lopen. Flashbacks tonen Kates verleden, in een periode dat ze net getrouwd is met een agent. Ze gebruikt echter een valse naam, want ze is nog steeds op de vlucht voor haar misdaad (voor meer info, zie de aflevering 'What Kate Did' (Seizoen 2, Aflevering 9)). Haar man en diens familie weten hier niets van. Uiteindelijk wordt het te heet onder Kates voeten, en zegt ze tegen haar man wie ze echt is. Ze drogeert hem, zegt nog dat ze van hem houdt, en slaat vervolgens weer op de vlucht. |                                    |                      |                  |                                      |                  |  |
| 3-07 (56) | Not in Portland                    | Juliet               | Stephen Williams | Carlton Cuse & Jeff Pinkner          | 7 februari 2007  |  |
| In een flashback is Juliet Burke in Miami te zien, waar ze haar zieke zus verzorgt. Ze injecteert de buik van haar zus met een medicijn. Later gaat ze naar het ziekenhuis waar ze werkt om meer van het medicijn te stelen (dat zich in een fles bevindt die lijkt op de fles die te vinden was in het DHARMA-station waar Claire gevangengehouden werd), maar ze wordt ontdekt door haar baas en ex-man Edmund Burke, die met een andere vrouw is. Op het eiland houdt Jack Ben Linus gegijzeld in de operatiekamer als Kate en Sawyer ontsnappen. Jack komt erachter dat ze zich op een tweede eiland bevinden en Kate en Sawyer dus een boot nodig hebben. Ondertussen vluchten Kate en Sawyer de jungle in om te ontsnappen van de Anderen. In een tweede flashback confronteert Edmund Juliet met het onderzoek waarmee ze bezig is met haar zus. Hij vraagt of hij mee mag werken, maar Juliet heeft hem geen antwoord. Terwijl Kate en Sawyer van de Anderen wegrennen ontdekken ze Alex, die onthult dat ze een boot heeft die de twee mogen gebruiken om naar het andere eiland te ontsnappen. Ze vraagt hen als tegenprestatie te helpen om haar vriendje Karl te redden. In de volgende flashback wordt Juliet geïnterviewd door meneer Alpert, medewerker van het bedrijf Mittelos Bioscience dat onderzoek doet naar genetica. Hij vraagt haar om bij hem te gaan werken in Portland. Juliet bedankt voor het aanbod en zegt dat haar ex-man en directeur Edmund dat nooit zou toestaan. Op het eiland bevrijden Alex, Kate en Sawyer Karl uit een kamer, waar hij gehersenspoeld werd en gedwongen werd een film te kijken. In de volgende flashback vraagt Juliets zus Rachel over het gesprek dat ze had met Alpert. Juliet zegt haar dat ze voor het aanbod heeft bedankt. Dan zegt Rachel dat haar onderzoek een succes was omdat ze zwanger is geworden. Juliet vertelt Edmund over het geboekte succes, maar dan wordt hij plotseling overreden door een bus, Op het eiland werkt Jack hard om Ben te redden, maar Ben ontwaakt gedurende de operatie en hij wil Juliet spreken. Na het gesprek verlaat Juliet hen en helpt ze Karl, Kate en Sawyer om van het eiland te ontsnappen, maar daarbij komt Danny Pickett om het leven. Alex wordt opgedragen op het eiland te blijven. In de laatste flashback accepteert Juliet alsnog het aanbod om bij Mittelos te gaan werken in Portland. Dan komt ze te weten dat ze niet komt te werken in Portland, maar elders (daar is de titel van deze aflevering van afgeleid, "Not in Portland"). Juliet laat Jack weten dat Ben haar had verteld dat de anderen het eiland mochten verlaten als ze zou garanderen dat Alex zou blijven en de operatie succesvol zou worden afgerond. |                                    |                      |                  |                                      |                  |  |
| 3-08 (57) | Flashes Before Your Eyes           | Desmond              | Jack Bender      | Damon Lindelof & Drew Goddard        | 14 februari 2007 |  |
| Charlie en Hurley zoeken in Sawyers tent naar zijn verborgen spullen. Desmond komt naar hen toe en vraagt ze om mee te komen. In de jungle ontmoeten ze Locke en Sayid. Locke laat hen weten dat Eko dood is en dat Charlie en Hurley kalm moeten blijven om de anderen rustig te houden. Charlie wil weten hoe Eko stierf, maar wanneer Locke antwoordt dat het "eiland hem vermoordde" wordt Charlie kwaad, hij wil een beter antwoord. Desmond begint zichzelf steeds ongemakkelijker te voelen en rent weg terwijl de rest hem volgt. Hij rent naar het strand, duikt het water in en redt Claire uit de zee. Charlie vraagt zich af hoe Desmond kon weten dat Claire aan het verdrinken was, Hurley vertelt hem dat Desmond de toekomst kan zien. In flashbacks wordt duidelijk dat Desmond inderdaad in de toekomst kan kijken. Desmond ziet Locke de computer in de bunker slopen. Desmond kruipt naar de schakelaar en dan bevindt hij zich plots in zijn appartement. Penelope komt binnenlopen en vraagt of hij in orde is. Even later loopt Desmond naar de slaapkamer waar de klokradio "1:08" aangeeft, de interval waarmee hij de code in de bunker moest indrukken. Het is duidelijk dat Desmond het getal herkent maar hij weet niet meer waardoor. Gedurende de flashbacks raakt Desmond steeds meer overtuigd dat hij zijn leven voor de tweede keer meemaakt. Hij herkent allerlei elementen van het eiland (de piepjes van de magnetron klinken exact hetzelfde als de afteller in de bunker). Op straat ziet hij Charlie het liedje Wonderwall op zijn gitaar spelen. Desmond zegt dat hij hem herkent van het eiland, maar Charlie herkent hem niet. Om Penelope een beter leven te gunnen verbreekt hij het contact met haar. Aan het einde van de aflevering vertelt Desmond dat Charlie zal sterven, het was niet Claire die hij redde, maar Charlie. In zijn dromen zag Desmond Charlie geëlektrocuteerd worden door de bliksem (dat gebeurde daadwerkelijk in de vierde aflevering), en daarna zag hij Charlie verdrinken terwijl hij Claire probeerde te redden. Desmond vertelt Charlie dat hij zijn dood nu twee keer wist te voorkomen, maar hij hoe dan ook zal sterven. |                                    |                      |                  |                                      |                  |  |
| 3-09 (58) | Stranger In A Strange Land         | Jack                 | Paris Barclay    | Elizabeth Sarnoff & Christina M. Kim | 21 februari 2007 |  |
| Sawyer, Kate en Karl varen met Alex' kano naar het hoofdeiland. Kate stelt voor om terug te keren voor Jack, maar Sawyer is het daar niet mee eens. Op het hoofdeiland aangekomen ondervragen de twee Karl over de Anderen. Karl laat hen weten ze op het Hydra-eiland, waar Jack gevangen zit, werken maar op het hoofdeiland, waar het vliegtuig neerstortte, wonen. Dan huilt Karl omdat hij verliefd is op Alex en haar mist. Sawyer besluit hem te laten gaan. Op het eiland waar Jack zich bevindt wordt Jack ondertussen geboeid en ondervraagd over de vraag of Juliet hem opdroeg Ben te vermoorden tijdens de operatie. Jack ontkent dat en wordt weer afgevoerd. Hij krijgt later te horen dat de Anderen Juliet willen vermoorden. Jack zegt toe Ben medisch in de gaten te houden om in ruil daarvoor Juliet te redden. In de flashbacks wordt duidelijk waar Jack zijn tatoeages vandaan heeft, in Thailand liet hij een tatoeage zetten door een vrouw die zegt de gave te hebben persoonlijkheden te kunnen lezen. De dag nadat de vrouw de tatoeage zette wordt hij echter in elkaar geslagen en opgedragen het gebied te verlaten. |                                    |                      |                  |                                      |                  |  |
| 3-10 (59) | Tricia Tanaka Is Dead              | Hurley               | Eric Laneuville  | Edward Kitsis & Adam Horowitz        | 28 februari 2007 |  |
| Kate en Sawyer keren terug naar het kamp. Hurley vindt een bestelbusje met daarin het geraamte van een Dharmawerkman. Samen met Saywer, Charlie en Jin lukt het hem om hem weer aan de gang te krijgen. Kate vraagt Locke, Sayid en Rousseau om hulp bij het bevrijden van Jack van de Anderen. Via flashbacks wordt er meer bekend over Hurley en hoe de nummers invloed hebben gehad op zijn leven. Ook krijgt Hurley met zijn vader te maken, die hij jarenlang niet gezien heeft. |                                    |                      |                  |                                      |                  |  |
| 3-11 (60) | Enter 77                           | Sayid                | Stephen Williams | Carlton Cuse & Damon Lindelof        | 7 maart 2007     |  |
| Kate, Sayid, Locke en Rousseau ontdekken een boerderij met daarin een Rus genaamd Mikhail die zich voordoet als de laatst levende DHARMA-medewerker. Hij is echter een Andere en wordt overmeesterd door de Losties. Uiteindelijk toetst Locke op de computer een code in om de boerderij op te blazen. |                                    |                      |                  |                                      |                  |  |
| 3-12 (61) | Par Avion                          | Claire               | Paul Edwards     | Christina M. Kim & Jordan Rosenberg  | 14 maart 2007    |  |
| Claire heeft het plan om een bericht te versturen naar de buitenwereld met behulp van voorbij vliegende vogels. Charlie wordt wederom door Desmond gered. Kate, Sayid, Locke en Rousseau ontdekken een soort omheining die Mikhail doodt als hij erdoorheen loopt. |                                    |                      |                  |                                      |                  |  |
| 3-13 (62) | The Man from Tallahassee           | Locke                | Jack Bender      | Drew Goddard & Jeff Pinkner          | 21 maart 2007    |  |
| Kate en Sayid worden gevangengenomen door de Anderen, met wie Jack een deal blijkt te hebben gemaakt om samen met Juliet het eiland te mogen verlaten. Dit plan gaat niet door als Locke de onderzeeër opblaast. Ben laat Locke hierna Anthony Cooper zien, die zich plots op het eiland bevindt. |                                    |                      |                  |                                      |                  |  |
| 3-14 (63) | Exposé                             | Nikki & Paolo        | Stephen Williams | Edward Kitsis & Adam Horowitz        | 28 maart 2007    |  |
| Deze aflevering gaat over Nikki en Paulo. Ze zijn dieven en hebben vroeger een oude man bestolen waarna ze zijn diamanten hebben meegenomen. Als Paulo en Nikki op het eiland terechtkomen, zijn ze hun tas met de diamanten daarin kwijt. Ze gaan samen naar de tas zoeken maar komen ook meer dingen te weten. Zo vinden ze het vliegtuig waar de broer van Mr. Eko dood in was gevonden, maar hiervan vertellen ze niets aan de rest van de eilandbewoners. Op een dag vindt Paulo de tas in het water maar hij vertelt het niet aan Nikki. Als Nikki daar na een tijd achter komt laat ze hem bijten door een spin van Arzt. Wanneer Paulo wordt gebeten pakt Nikki de diamanten van hem af. Ze rent weg maar wordt ook door een spin gebeten en raakt eveneens verlamd. De Losties vinden haar en Paulo in het bos. Ze denken dat ze dood zijn en begraven ze daarom. De spinnenbeet blijkt echter niet dodelijk, de twee worden levend begraven. |                                    |                      |                  |                                      |                  |  |
| 3-15 (64) | Left Behind                        | Kate                 | Karen Gaviola    | Damon Lindelof & Elizabeth Sarnoff   | 4 april 2007     |  |
| Kate wordt vergast en wordt wakker buiten het dorp van de Anderen, met handboeien aan Juliet geketend. Ze vluchten voor het rookmonster en komen bij de omheining, die het rookmonster tegenhoudt. Terug in het dorp van de Anderen ontmoeten ze Sayid en Jack. Op het strand dwingt Hurley Sawyer om aardiger te zijn. |                                    |                      |                  |                                      |                  |  |
| 3-16 (65) | One of Us                          | Juliet               | Jack Bender      | Carlton Cuse & Drew Goddard          | 11 april 2007    |  |
| Juliet, Sayid, Jack en Kate komen op het strand aan, waar Claire ernstig ziek blijkt te zijn. Juliet geneest Claire. Dit blijkt een plan van de Anderen te zijn om Juliet het vertrouwen van de Losties te laten winnen. Het is gelukt. |                                    |                      |                  |                                      |                  |  |
| 3-17 (66) | Catch-22                           | Desmond              | Stephen Williams | Jeff Pinkner & Brian K. Vaughan      | 18 april 2007    |  |
| Desmond ziet weer beelden van de toekomst en neemt daarom Charlie, Hurley en Jin mee op een tocht. Terwijl ze aan een kampvuur zitten stort een helikopter neer en Desmond denkt dat Penny de parachutiste is die nog net wist te ontsnappen. Ze gaan de bossen in om haar te zoeken en het blijkt iemand anders te zijn. Kate is jaloers op Juliet en gaat weer met Sawyer naar bed. |                                    |                      |                  |                                      |                  |  |
| 3-18 (67) | D.O.C                              | Sun                  | Fred Toye        | Edward Kitsis & Adam Horowitz        | 25 april 2007    |  |
| Juliet ontdekt dat Sun zwanger is en vertelt haar dat vrouwen die zwanger zijn geraakt op het eiland kunnen sterven als zij zich niet aan de regels houden. Sun antwoordt hierop dat zij niet zeker weet of de baby is verwekt op het eiland en eigenlijk ook helemaal niet weet of de baby van Jin is. Juliet en Sun besluiten naar het luik te gaan om onderzoek te doen naar de datum van verwekking. Als de baby op het eiland verwerkt zou zijn, dan zou het van Jin zijn maar dat zou tegelijk betekenen dat Sun zou sterven. Als het niet van Jin zou zijn, dan zouden Sun en de baby het overleven maar zou het wel betekenen dat Sun een buitenechtelijk kind zou hebben. Uiteindelijk blijkt dat de baby 53 dagen geleden verwekt is. Het is van Jin. Tegelijkertijd proberen Desmond en zijn crew het leven te redden van de vrouw die met de helikopter was gecrasht. Aan het eind van de aflevering komt zij bij bewustzijn. Hurley zegt dat ze overlevenden zijn van vlucht 815, waarop zij antwoordt dat dat niet kan omdat het vliegtuig was gevonden. Er waren geen overlevenden. |                                    |                      |                  |                                      |                  |  |
| 3-19 (68) | The Brig                           | Locke                | Eric Laneuville  | Damon Lindelof & Carlton Cuse        | 2 mei 2007       |  |
| Naomi vertelt de Losties dat ze neergestort is met haar helikopter en dat de Losties zelf allemaal dood zijn. Het vliegtuig van Oceanic 815 is teruggevonden bij Bali, en men heeft alle lichamen gevonden. Niemand overleefde. Inmiddels is John weer ten tonele verschenen. Hij is op zoek naar Sawyer (ofte James). Locke zegt dat hij Ben heeft gekidnapt en dwingt Sawyer er tot toe hem te vermoorden. Wanneer Sawyer met Locke mee naar Ben gaat, treft hij niet Ben aan, maar de vader van Locke. Sawyer komt erachter dat dat degene is die indertijd zijn moeder heeft beroofd. Voor James zit de échte Sawyer en hij vermoordt hem. In ruil voor de moord op zijn vader geeft Ben informatie over het eiland aan Locke. Ze vertrekken samen naar Jacob. Naomi had ook nog een werkende radiofoon bij (door een onbekende reden kan er geen contact gemaakt worden). Iedereen weet het, behalve Jack. De eilandbewoners vertrouwen hem niet meer nu hij meer met Juliet optrekt dan met de rest. Locke vertelt intussen tegen Sawyer de waarheid over Juliet. Ze is een mol, op zoek naar zwangere vrouwen. En naast Sun loopt er nog eentje rond. |                                    |                      |                  |                                      |                  |  |
| 3-20 (69) | The Man Behind the Curtain         | Ben                  | Bobby Roth       | Elizabeth Sarnoff & Drew Goddard     | 9 mei 2007       |  |
| Nu John het vertrouwen van de Anderen heeft ingewonnen, is Ben verplicht zijn belofte na te komen. Hij had beloofd aan John om hem de geheimen van het Eiland te laten zien. Ben neemt John mee naar een geheime locatie. Ze komen in een heel rommelige kamer met alleen een stoel. Het lijkt alsof Ben tegen iemand praat, maar er is niemand te zien. John scheldt hem uit voor zieligaard en loopt boos weg. Op dat moment wordt het huisje door een onzichtbare kracht aangevallen en in brand gestoken. John weet te ontkomen en ook Ben raakt iets later buiten. Ben toont John waar hij eigenlijk vandaan kwam én Ben heeft nog een onverwachte verrassing voor John. |                                    |                      |                  |                                      |                  |  |
| 3-21 (70) | Greatest Hits                      | Charlie              | Stephen Williams | Edward Kitsis & Adam Horowitz        | 16 mei 2007      |  |
| Ben is teruggekomen van zijn uitstapje naar Jacob en eist dat zijn mannen veel eerder naar het kamp van de Losties vertrekken om de zwangere vrouwen mee te nemen. Alleen is Ben boos over wat er gebeurd is bij Jacob en doet er nog een schepje bovenop. Ondertussen op het kamp van de Losties vertelt Desmond dat Charlie weer gaat sterven, en vertelt hem uiteindelijk ook hoe. Terwijl Jack en Juliet het plan voorleggen aan de rest van het kamp om "de Anderen" voorgoed uit te schakelen, blijkt het visioen van Desmond en Charlies taak een cruciale rol hierin te spelen. Wanneer het plan goed blijkt te verlopen, komt een andere verrader uit het kamp van "de Anderen" het kamp van de overlevenden waarschuwen dat Ben vervroegd de zwangere vrouwen komt halen, en plotseling moet het oorspronkelijke plan in een versneld tempo uitgevoerd worden. |                                    |                      |                  |                                      |                  |  |
| 3-22 & 3-23 (71-72) | Through the Looking Glass (1 en 2) | Jack (Flash Forward) | Jack Bender      | Carlton Cuse & Damon Lindelof        | 23 mei 2007      |  |
| Tijdens deze twee uur durende finale wordt de finale strijd tussen de Losties en de Anderen uitgevochten. De Losties zijn in het voordeel dankzij het dynamiet van Danielle, maar de Anderen blijken ook een onverwacht voordeel te hebben. Terwijl Charlie in The Looking Glass wordt gekneveld en afgeranseld, komt Desmond bij zijn positieven en duikt hem achterna waar er hem een onverwachte en uiterst pijnlijke verrassing te wachten staat. Wanneer de Losties onder leiding van Jack uit het kamp trekken, op weg naar veiliger oorden, wacht voor hen nog een onaangename verrassing. Een ongenodigde en onverwachte gast verspert hen de weg. En de eenogige Mikhail speelt een cruciale rol in de hele operatie. Brengen Charlie en Desmond het er levend vanaf? Wat zal Ben doen als hij verneemt dat het kamp leeg is? Komen Michael en Walt terug met hulp? Zijn Naomi en Juliet echt zo eerlijk als ze beweren? Heeft Desmond gelijk wat betreft zijn flashforwards? Zou er inderdaad hulp komen? |                                    |                      |                  |                                      |                  |  |